# Kayea elegans
Espèce
Synonymes
- Mesua elegans (King) Kosterm.[2]

Statut de conservation UICN

 LC  : Préoccupation mineure
Kayea elegans est une espèce de plantes à fleurs du genre Kayea de la famille des Calophyllaceae.